# Johan Ferrier
Johan Henri Eliza Ferrier (Paramaribo, 12 de maig de 1910 - Oegstgeest, 4 de gener de 2010) fou un polític de Surinam que va servir com la primera president de Surinam del 25 de novembre de 1975, fins al 13 d'agost de 1980. Ell va ser l'últim governador d'aquest país abans de la independència, de 1968 a 1975, i el primer president després que va obtenir la seva independència dels Països Baixos. Va ser deposat en un cop militar el 13 d'agost de 1980.